# Kaliganj Upazila, Satkhira
Kaliganj är ett underdistrikt i Bangladesh. Det ligger i den sydvästra delen av landet, 190 km sydväst om huvudstaden Dhaka.
Trakten runt Kaliganj består huvudsakligen av våtmarker. Runt Kaliganj är det tätbefolkat, med 913 invånare per kvadratkilometer.